# Hoch Österreich!
Hoch Österreich! ist ein Marsch von Johann Strauss Sohn (op. 371). Das Werk wurde am 25. Juni 1875 (Orchesterfassung) im Wiener Volksgarten unter der Leitung von Eduard Strauß uraufgeführt. Datum und Ort der ersten Aufführung der Fassung für Männerchor und Orchester sind nicht überliefert.